# Peucedanum alsaticum
Peucedanum alsaticum är en flockblommig växtart som beskrevs av Carl von Linné. Peucedanum alsaticum ingår i släktet siljor, och familjen flockblommiga växter. Utöver nominatformen finns också underarten P. a. nikolovii.

## Bildgalleri

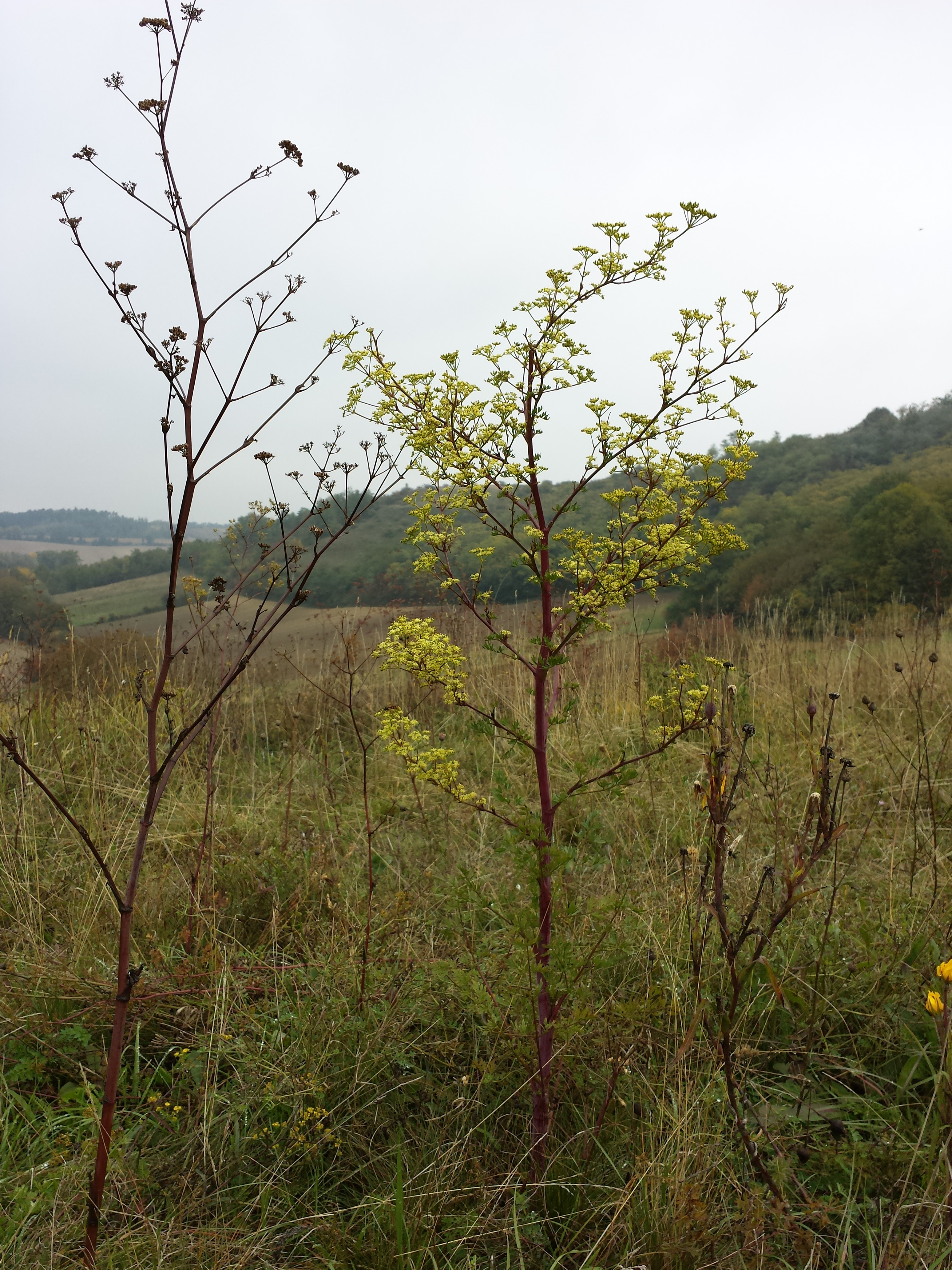
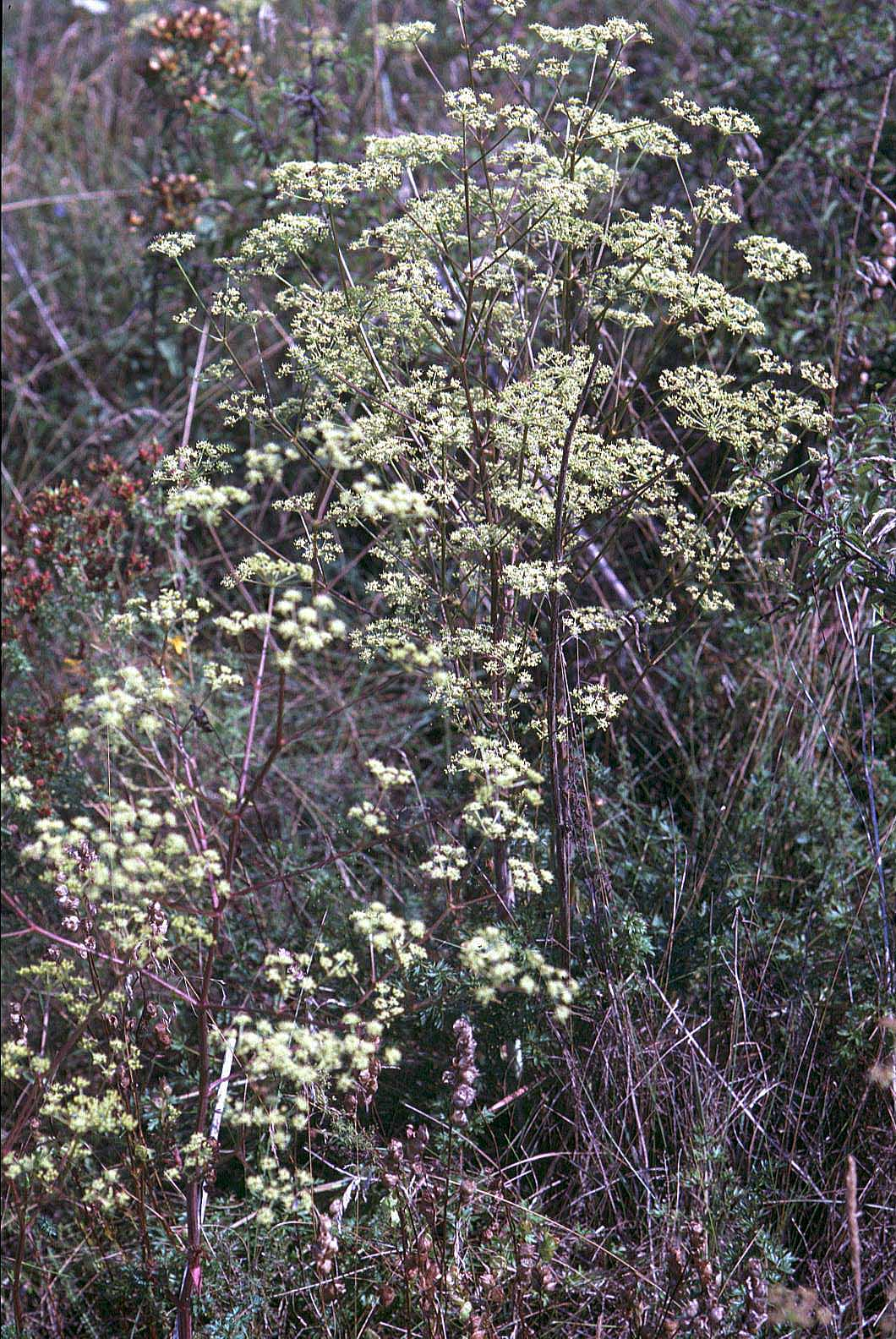
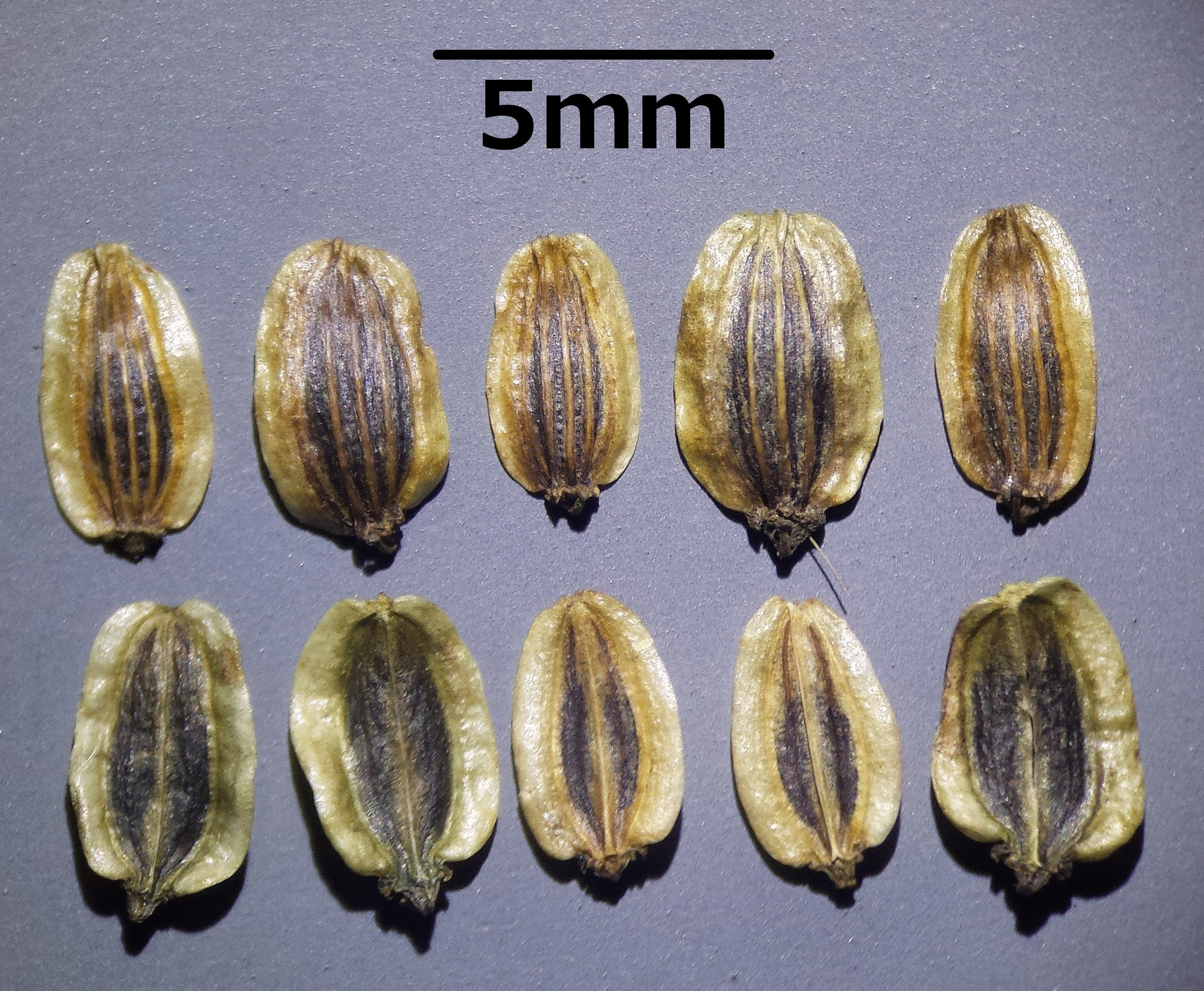
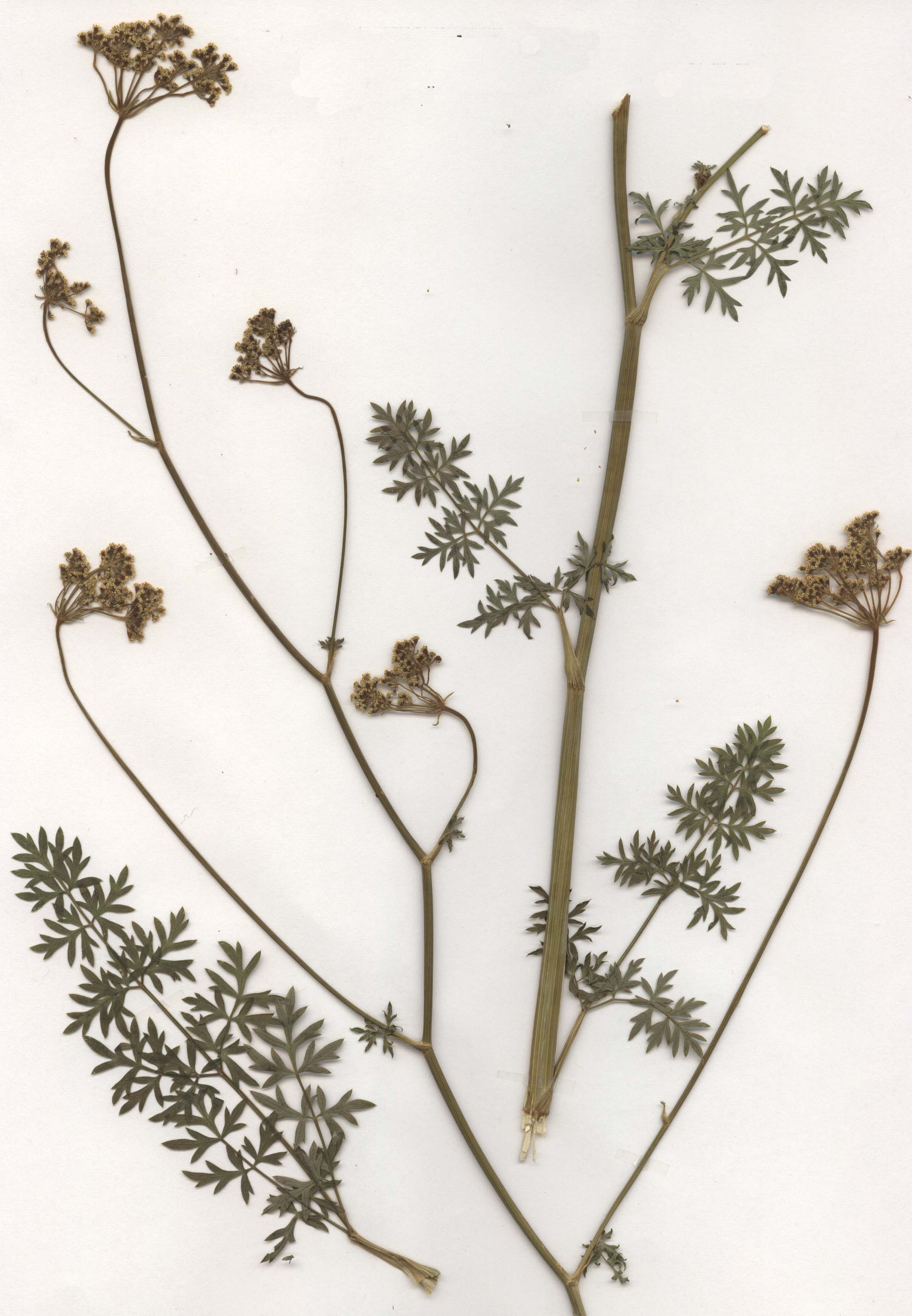
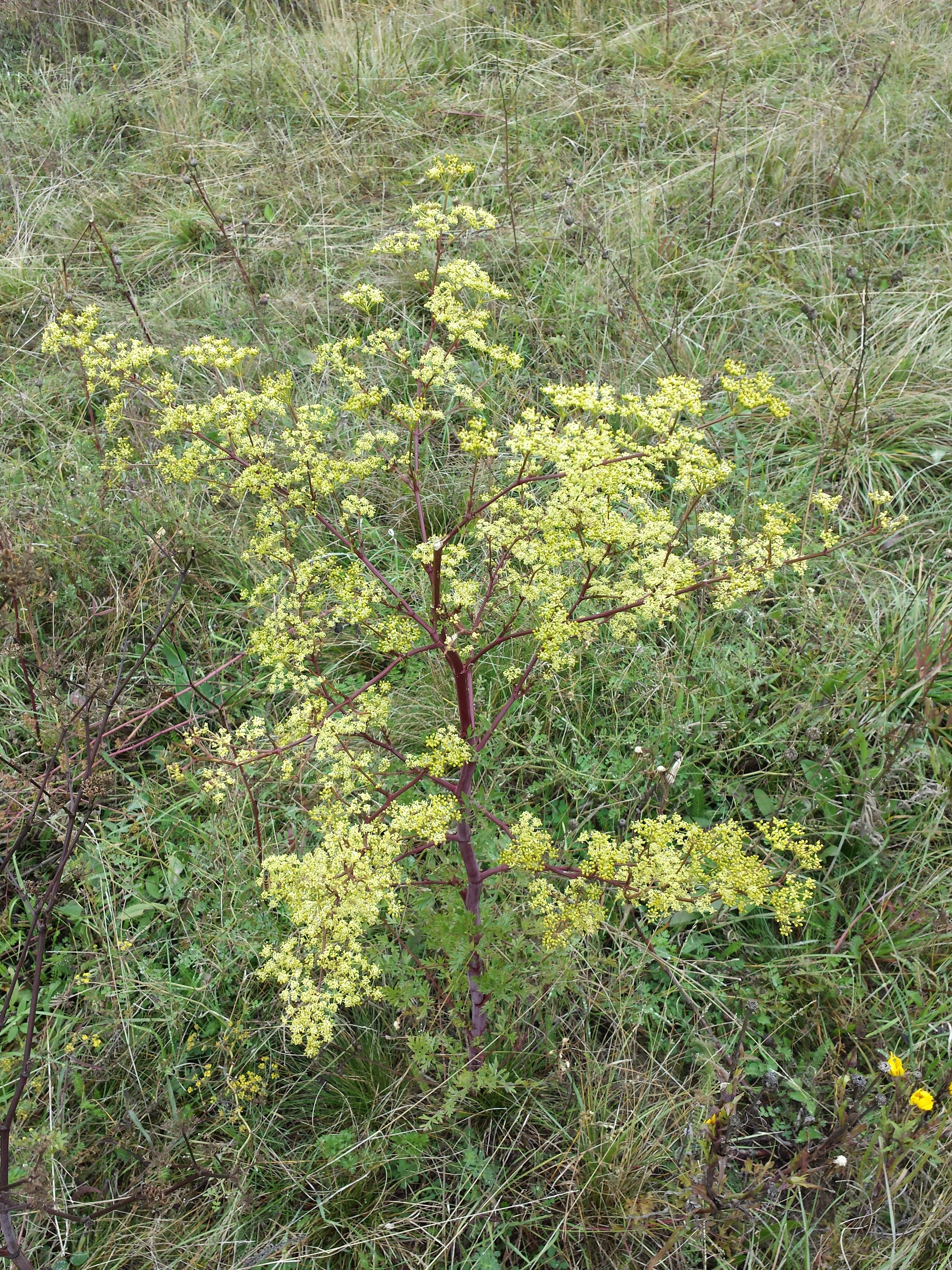
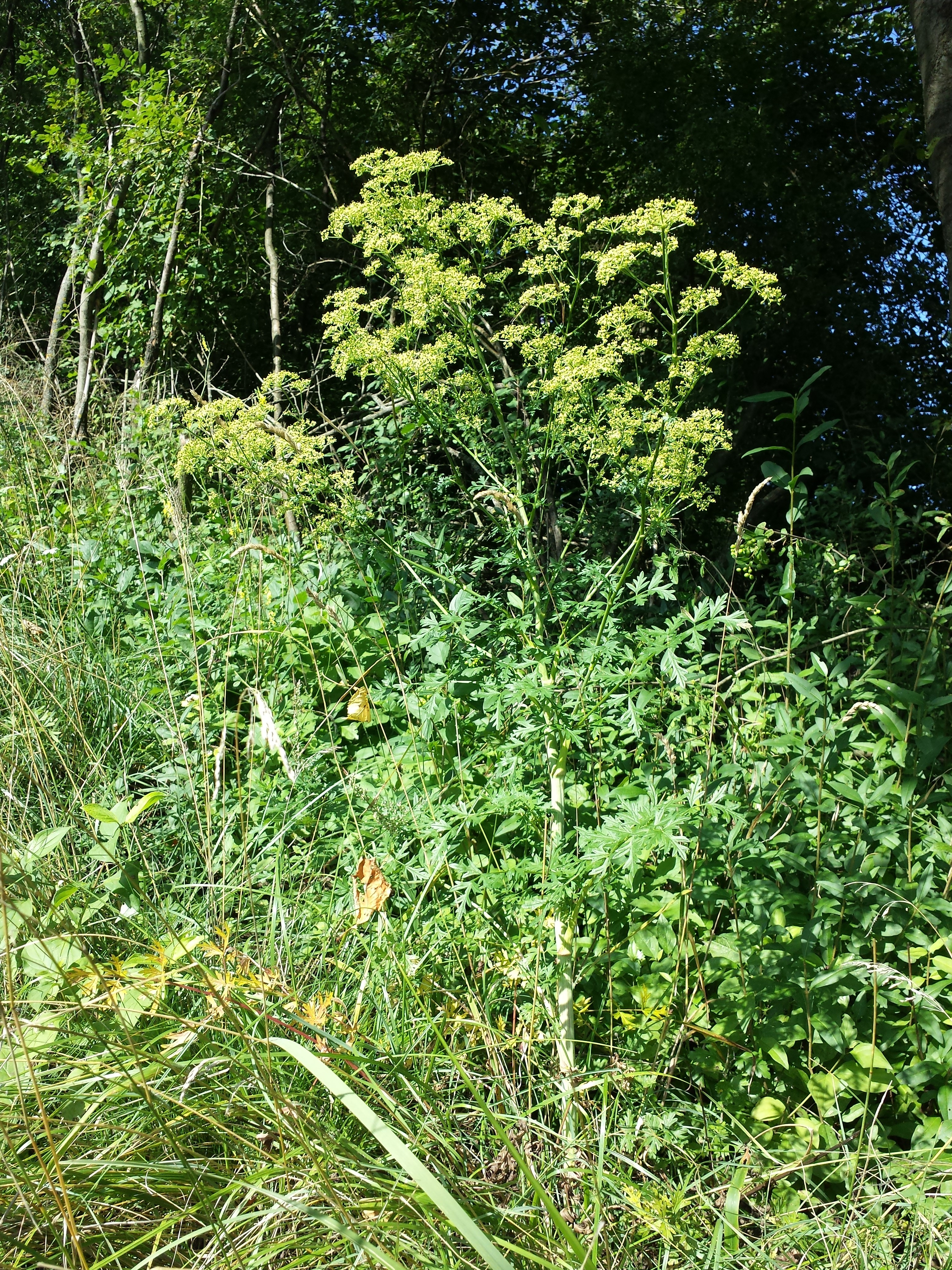